# Шоу Лоу
Шоу Лоу (на английски: Show Low) е град в окръг Навахо, щата Аризона, САЩ. Шоу Лоу е с население от 11 763 жители (2007) и обща площ от 72,3 km². Намира се на 1935 m надморска височина. ЗИП кодът му е 85901, 85902, 85911, а телефонният му код е 928.